# Galaga : Objectif Terre
Galaga : Objectif Terre (en version originale Galaga: Destination Earth) est un jeu vidéo de type Shoot 'em up sorti en 2000 sur Game Boy Color, PlayStation et PC.

## Système de jeu
Galaga : Objectif Terre est un Shoot 'em up qui alterne entre une vue de dessus, une vue de côté et une vue derrière le vaisseau à la manière d'un Starfox. Le jeu reprend le principe des précédents opus de la série, soit de prendre le contrôle d'un vaisseau spatial et de tirer sur des ennemis qui apparaissent à l'écran et qui se déplacent en formation.

## Accueil
- GameSpot : 4,3/10[1]